# Classcraft
Classcraft és una aplicació web gratuïta creada per Shawn Young al 2013 (d'origen quebequès) que permet als professors dirigir un joc de rol on els seus alumnes encarnen diferents personatges.
Podem definir l'aplicació com un joc de rol educatiu, en línia i gratuït on professors i estudiants juguen plegats a l'aula. Fent servir les mecàniques tradicionals que podem trobar als jocs, els estudiants poden pujar de nivell el personatge que representen, treballar en equips i guanyar poders que tenen conseqüències en la vida real de l'aula.
Així doncs, el joc transforma la vida a l'aula permetent al mestre respectar el currículum definit aplicant una estructura gamificada.

## Objectiu del joc
Classcraft ha estat utilitzat com a complement en educació i ha canviat la manera d'ensenyar. Ha estat desenvolupat amb la finalitat d'encoratjar el treball en equip amb una col·laboració significativa, augmentar la motivació dels participants i afavorir un millor comportament a classe. I tot això ensenyant el currículum docent definit.
D'altra banda, existeixen objectius o finalitats secundàries que també es deriven de l'ús de la plataforma en concret. Així doncs, segons la web de la plataforma, Classcraft és una eina poderosa per impulsar la participació perquè ajuda al mestre a:
1. Millorar el comportament de la classe incentivant els alumnes amb riscos i recompenses reals dins la classe i observar com milloren a mesura que avancen en el joc.
2. Donar "superpoders" a les lliçons ensenyant el currículum definit i premiant amb punts quan els estudiants s'ajudin els uns als altres.
3. Ensenyar habilitats del segle XXI desenvolupant la col·laboració significativa entre els estudiants amb un joc ric i cooperatiu.
4. Crear maneres d'avaluar noves i atractives utilitzant, per exemple, les Batalles contra Caps.
5. Automatitzar les classes amb eines integrades que permeten des de fer el seguiment del comportament fins a missatgeria per a estudiants i famílies.
6. Col·laborar amb les famílies donant-los poder per premiar amb punts des de casa, gestionar els deures o mirar les estadístiques d'altres alumnes.

## Com funciona
Classcraft ajuda el mestre a organitzar les classes amb una estructura gamificada on els alumnes juguen i aprenen jugant. Utilitzant diverses mecàniques de joc, els alumnes encarnen un personatge amb uns poders determinats que va augmentant de nivell en funció de les seves accions i resultats. A més, aquestes accions i resultats tenen conseqüències positives o negatives en la seva vida a l'aula.
El mestre, un cop s'ha registrat amb el perfil corresponent (existeixen tres perfils en funció del teu rol: mestre, alumne o pare/mare), haurà de crear la seva classe incloent-hi tots i cadascun dels seus alumnes. S'hi pot afegir informació personal i distribuir-lo en equips. El sistema generarà una clau personal per a cada alumne per tal que puguin registrar-se com a alumnes i entrar a la classe que els correspon.
Un cop creada la classe, el mestre haurà de configurar-ne les recompenses, penyores, puntuacions, etc.

### El joc a l'aula
La gestió del joc a l'aula acostuma a ocupar un màxim de cinc minuts de la sessió. Mentre la classe pot anar desenvolupant-se amb normalitat, el joc actua passivament de teló de fons recollint punts i gestionant els poders dels personatges.
Classcraft ofereix diferents possibilitats de connexió per facilitar la gestió del joc a professors i estudiants. En primer lloc, ens ofereix l'entorn web de Classcraft al que podem accedir des d'un ordinador i projectar-ne el contingut amb una PDI (Pissarra Digital Interactiva) o un projector. En segon lloc, també podem accedir al joc a través de l'aplicació que està disponible per iOS i Android, de manera que cada alumne pot estar connectat des de la seva tauleta o ordinador portàtil al mateix moment.

### Riscos i recompenses
Totes les accions i resultats dels alumnes tenen conseqüències reals que es tradueixen en augment de poders o habilitats del personatge o en pèrdua de punts per tot l'equip. Així doncs, Classcraft és rellevant per als estudiants perquè comporta conseqüències positives i/o negatives reals per als estudiants.
Fer les coses bé (acadèmicament parlant) i ajudar els companys d'equip en les seves tasques, té com a conseqüència directa guanyar punts d'experiència que permetran a l'alumne desbloquejar poders reals com, per exemple, menjar a classe, veure una pregunta de l'examen el dia abans, tenir més temps en un examen, etc.

#### Tipus de punts
Podem guanyar, dins del joc, quatre tipus de punts diferents en funció de les nostres accions. Aquests quatre tipus de punts són els següents:
- XP o punts d'experiència: permeten pujar de nivell i desbloquejar poders. Són la conseqüència directa d'accions com respondre correctament una pregunta a classe o ajudar a un company a realitzar les seves tasques.
- HP o punts de vida: aquests punts no es guanyen, sinó que es perden quan s'incompleix la normativa de l'aula o l'escola. En el moment en què un alumne perd tots els punts de vida, cau en batalla. És a dir, que haurà de complir un càstig o penyora per recuperar la vida. El sistema de joc escollirà una penyora aleatòria de totes les que el mestre hagi inclòs prèviament quan va configurar el joc.
- AP o punts de poder: són els punts que et permeten utilitzar un poder que ja tinguis desbloquejat. Aquests punts s'aconsegueixen pujant de nivell i es recarreguen cada nit (al ritme que marqui el professor).
- GP o monedes d'or: permeten als alumnes personalitzar el seu avatar o adquirir una mascota que els acompanyi. Els pares poden atorgar aquestes monedes d'or als seus fills en concepte de realitzar les seves tasques de la llar, per exemple.

### Tipus de personatges
Existeixen tres tipus diferents de personatges: Curandero, Mag o Guerrer. Cadascun d'ells té propietats, habilitats i poders únics i està pensat per a encaixar amb diferents perfils d'estudiant. Aquests personatges són interdependents i, en conseqüència, un equip de jugadors que no consti d'un personatge de cada tipus està destinat al fracàs. Tots es poden anar personalitzant a mesura que avança el joc i poden anar acompanyats de mascotes, que els alumnes podran "comprar" amb les monedes d'or que vagin aconseguint.
- Els guerrers estan pensats especialment per a protegir els companys d'equip. Poden absorbir el mal d'un company d'equip en perill per evitar que caigui en batalla i guanyar punts d'experiència.[8]
- Els curanderos tenen l'habilitat de curar els companys que ja han perdut punts de vida.[8]
- Els mags poden tele-transportar-se per la classe o transferir punts de poder a la resta de l'equip per tal que tots puguin utilitzar poders que han desbloquejat.[8]

### Equips i estratègies
El joc permet jugar-lo en equips de cinc o sis estudiants. Dins de l'equip han de coexistir els tres tipus de personatges per tal de poder avançar i no fracassar. Tots els membres de l'equip es beneficien dels esforço de cooperació, però també se'n ressent l'equip sencer dels mals resultats o infraccions d'un company.
Els jugadors han de crear, doncs, estratègies d'equip per impedir que un company caigui en combat o per assegurar-se de pujar de nivell i així adquirir nous poders dins del sistema.

## Eines per al professorat
A Classcraft es poden conservar tots els treballs i recursos organitzats en fòrums interactius. Dins d'aquests fòrums, el mestre pot assignar punts directament als estudiants que responguin correctament i que ajudin als seus companys.
La plataforma també permet al mestre donar una visió clara a les famílies sobre la participació dels seus fills i filles a les classes a través de l'opció de crear informes d'estudiants.

## Tarifació
Classcraft proposa diverses tarifes d'inscripció amb diferents avantatges i possibilitats:
- BÀSIC, versió gratuïta: permet la gestió de l'aula, inclou avatars personalitzables i les funcions de les famílies.[9]
- PREMIUM: Costa 8$ al mes, amb un mes de prova gratuït (preus en USD, facturats anualment o 12$ mes a mes). Aquesta versió permet als usuaris, a més de les possibilitats anteriors, accedir a les estadístiques d'estudiants i a l'equipament i mascotes extres. El mestre té accés al currículum Gamificat i a eines interactives de classe.[9]
- CENTRE DOCENT O DISTRICTE: aquesta opció es pot obtenir a partir de 1500$ i consta de seguretat millorada, controls d'administració i suport de l'Admin. Està pensada per a tot un centre educatiu sencer i afegeix a les possibilitats de la versió PREMIUM un tauler de l'Administrador, les estadístiques d'administració, seguretat millorada, el suport de l'Admin i la formació en directe del professorat.[9]

## Abast de la plataforma
El juliol del 2014, 7000 professors de 50 països diferents ja havien adoptat Classcraft per a complementar les seves classes. A la tardor del 2014, el diari "L'actualitat" menciona que 1000 classificats d'arreu del món utilitzaven aquest mètode.
Quan es va posar en línia el joc, la tendència sobre Reddit indicava 130.000 visitants per dia.
Avui en dia, al web oficial de la plataforma, hi podem trobar un gran nombre d'experiències i testimonis de mestres que han inclòs el joc a la seva programació d'aula.